# TIR ritroverò!
TIR ritroverò! (Big Rig Bounty Hunters) è un reality televisivo statunitense andato in onda dal 14 febbraio 2013 al 30 giugno 2014 su History. La serie segue un gruppo di cacciatori di taglie che recuperano rimorchi rubati e, in alcuni casi, anche veicoli o carichi di rimorchi. In Italia la serie è cominciata il 23 marzo 2017 su Blaze.

## Episodi

### Stagione 1
La prima stagione è andata in onda negli Stati Uniti su History dal 14 febbraio 2013 al 30 giugno 2013, mentre in Italia su Blaze dal 23 marzo 2017 all'11 maggio 2017.
| N° | Titolo                     | Titolo originale    | Prima TV USA     | Prima TV ITA   |
| -- | -------------------------- | ------------------- | ---------------- | -------------- |
| 1  | Camion dirottato           | Tracked             | 14 febbraio 2013 | 23 marzo 2017  |
| 2  | Delinquente a piede libero | Fight and Flight    | 21 febbraio 2013 | 30 marzo 2017  |
| 3  | Caccia ai gamberetti!      | Chase and Space     | 28 febbraio 2013 | 6 aprile 2017  |
| 4  | Al ladro!                  | Snakes and Robbers  | 7 marzo 2013     | 13 aprile 2017 |
| 5  | Gita fuori porta           | Goin' Country       | 14 marzo 2013    | 20 aprile 2017 |
| 6  | Una taglia appetitosa      | Lost and Found      | 21 marzo 2013    | 27 aprile 2017 |
| 7  | Il giogo dell'oca          | Grand Theft Big Rig | 28 marzo 2013    | 4 maggio 2017  |
| 8  |                            | On the Line         | 4 aprile 2013    | 11 maggio 2017 |

### Stagione 2
La seconda stagione è andata in onda negli Stati Uniti su History dal 22 maggio 2014 al 30 giugno 2014, mentre in Italia su Blaze dal 20 agosto 2017 al 24 settembre 2017, rispettando la messa in onda originale di due episodi, al giorno di trasmissione.
| N° | N° italiana | Titolo                    | Titolo originale | Prima TV USA   | Prima TV ITA      |
| -- | ----------- | ------------------------- | ---------------- | -------------- | ----------------- |
| 1  | 1           | Un carico di cellulari    | Hotwired         | 22 maggio 2014 | 20 agosto 2017    |
| 2  | 2           | Una scoperta scioccante   | Dead on Arrival  | 22 maggio 2014 | 20 agosto 2017    |
| 3  | 6           | Furto d'identita          | Identity Theft   | 29 maggio 2014 | 3 settembre 2017  |
| 4  | 7           | Le bistecche vanno a ruba | High Steaks      | 29 maggio 2014 | 10 settembre 2017 |
| 5  | 9           | Ferrari rubato            | Red Hot          | 9 giugno 2014  | 17 settembre 2017 |
| 6  | 4           | Competizione in ascesa    | Big Rig Chill    | 9 giugno 2014  | 27 agosto 2017    |
| 7  | 5           | A tutta birra             | Road Rage        | 16 giugno 2014 | 3 settembre 2017  |
| 8  | 8           | Non rapire un tubo        | Pipe Pursuit     | 16 giugno 2014 | 10 settembre 2017 |
| 9  | 10          | Recupero cibo             | Raging Bull      | 23 giugno 2014 | 17 settembre 2017 |
| 10 |             |                           | Chasing Money    | 23 giugno 2014 | 24 settembre 2017 |
| 11 |             |                           | Monster Mash     | 30 giugno 2014 | 24 settembre 2017 |
| 12 | 3           | Vaccini in ostaggio       | At Risk Driver   | 30 giugno 2014 | 27 agosto 2017    |